# Ferpicloz
Ferpicloz (toponimo francese; in tedesco Pichlen, desueto) è un comune svizzero di 283 abitanti del Canton Friburgo, nel distretto della Sarine.

## Società

### Evoluzione demografica
L'evoluzione demografica è riportata nella seguente tabella:
Abitanti censiti

## Amministrazione
Ogni famiglia originaria del luogo fa parte del comune patriziale che ha la responsabilità della manutenzione di ogni bene comune.